# Sarreaus
Sarreaus là một đô thị trong tỉnh Ourense, thuộc vùng Galicia ở tây bắc Tây Ban Nha. Diện tích Sarreaus là 77,29 km2.

## Biến động dân số
| Biến động dân số của Sarreaus - giai đoạn 1900 và 2004 -                                                                             |       |       |       |       |
| 1900 | 1930  | 1950  | 1981  | 2004  |
| 3.640 | 3.673 | 4.163 | 4.269 | 1.800 |
| Fuentes: INE e IGE (Los criterios de registro censal variaron entre 1900 y 2004, y los datos del INE y del IGE pueden no coincidir.) |       |       |       |       |